# Dysphania agorius
Dysphania agorius är en fjärilsart som beskrevs av Jean Baptiste Boisduval 1832. Dysphania agorius ingår i släktet Dysphania och familjen mätare. Inga underarter finns listade i Catalogue of Life.